# Hospital de campanya (sèrie de televisió)
Hospital de campanya (títol original en anglès, The Crimson Field) és una sèrie de televisió de drama històric que es va emetre a BBC One el 6 d'abril de 2014. La sèrie mostra la vida dels metges i els pacients d'un hospital de campanya fictici a França durant la Primera Guerra Mundial. S'ha doblat al valencià per a À Punt.

## Repartiment
- Rupert Graves com el major Edward Crecy
- Oona Chaplin com a Kitty Trevelyan
- Hermione Norris com a Grace Carter
- Suranne Jones com la germana Joan Livesey
- Kevin Doyle com el tinent coronel Roland Brett
- Kerry Fox com la germana Margaret Quayle
- Alex Wyndham com el capità Miles Hesketh-Thorne
- Jeremy Swift com el sergent intendent Reggie Soper
- Richard Rankin com el capità Thomas Gillan
- Marianne Oldham com a Rosalie Berwick
- Alice St. Clair com a Flora Marshall
- Jack Gordon com el caporal ordenat Peter Foley
- Liam James Collins com a Tommy
- Lewis C. Elson com a soldat ferit

## Producció
Originalment anomenada The Ark, la sèrie va ser encarregada per Ben Stephenson i Danny Cohen com a part de la temporada del centenari de la Primera Guerra Mundial de la BBC. Sarah Phelps, la creadora d'Hospital de campanya, va dir que estava molt il·lusionada "per tenir un repartiment tan extraordinari i talentós".
El rodatge va començar l'agost de 2013. La drassana de Chatham i l'HMS Gannet van aparèixer al primer episodi fent servir el port del municipi francès de Boulogne-sur-Mer. Dyrham Park va aparèixer en escenes com un hotel francès.

## Episodis
| Núm. | Títol       | Direcció            | Guió         | Data d'emissió original |
| ---- | ----------- | ------------------- | ------------ | ----------------------- |
| 1    | «Episodi 1» | David Evans         | Sarah Phelps | 6 d'abril de 2014       |
| 2    | «Episodi 2» | David Evans         | Sarah Phelps | 13 d'abril de 2014      |
| 3    | «Episodi 3» | Richard Clark       | Sarah Phelps | 20 d'abril de 2014      |
| 4    | «Episodi 4» | Richard Clark       | Sarah Phelps | 27 d'abril de 2014      |
| 5    | «Episodi 5» | Thaddeus O'Sullivan | Sarah Phelps | 4 de maig de 2014       |
| 6    | «Episodi 6» | Thaddeus O'Sullivan | Sarah Phelps | 11 de maig de 2014      |

## Cancel·lació
El programa es va cancel·lar després d'una temporada, a causa d'una resposta poc brillant de la crítica i del públic, així com per consideracions pressupostàries cap a altres sèries de la BBC. Phelps va revelar que havia planejat quatre sèries més.